# ルーンファクトリーシリーズ
ルーンファクトリーシリーズ (英語：Rune Factory Series、中国語：符文工廠系列)は、一連のシリーズ作品群を総称する名称である。ルーンファクトリー4までは、ネバーランドカンパニーが制作し、マーベラスインタラクティブ（現在のマーベラス）から発売された日本のゲームである。

## 概要
2006年にマーベラスが制作する牧場物語シリーズの10周年記念の派生作品として作られた、新牧場物語シリーズが基盤となっている。牧場物語の要素である農業にアクションRPGの要素を融合させた作品となっている。

### システム
ほとんどのシリーズ作品は、記憶を失った主人公が物語に巻き込まれていき、自らの記憶を紐解いていくというストーリーが基本となっている。作物の栽培、アイテムのクラフト、スキルアップなど、タスクを完了することで獲得できる「ルーンポイント」とゲームシステムに由来している。

### 世界観
共通の世界観（アドネア大陸・ノーラッド王国・アズマの国、アースナイトなど）を舞台とした構成でされ、各作品の間には緩やかな繋がりはあるものの、それぞれに独自のキャラクター、設定、ストーリーが展開されているため、ナンバリングタイトルは、続編ではなく各物語を指す。2023年現在、ナンバリングタイトルが5作、移植版が2作、そして非ナンバリングタイトルが5作（うち1作品は初作品の続編、2作品は携帯電話のみ）が存在する。

### 開発
牧場物語のプロデューサーであるはしもとよしふみは、この作品を「剣を振るう牧場物語」と表現している。マーベラスの代表取締役兼、牧場物語のプロデューサーである和田康宏によると、『ルーンファクトリー2』は日本での発売においてタイトルに牧場物語（英語：Fantasy Harvest Moon）のタイトルが含まない。ルーンファクトリーを独立した作品シリーズとして成長させるためであり、マーベラスは今後すべての続編（ルーンファクトリーフロンティアを含む）でも継続する予定である。しかし、海外販売代理店であるナツメは海外版のルーンファクトリー2と3のサブタイトルに「Fantasy Harvest Moon」を付与した。
ルーンファクトリーフロンティアは、2007年6月6日にCubed3と和田康宏のインタビューで発表され、2008年6月4日にファミ通で詳細が明かされた。2008年7月11日、Marvelous Entertainment USAとXseed Gamesは、両社がルーンファクトリーフロンティアを北米にリリースすることを発表され、2009年3月17日に北米地域で発売された。
シリーズプロデューサーのはしもとよしふみによると、『ルーンファクトリー5』はいずれの時点かで発売が予定されていたが、2013年11月にネバーランドカンパニーが破産申請を提出したため、当時のシリーズの方向性は不透明な状況にあった。2014年2月に、ルーンファクトリーの開発スタッフがマーベラスAQLに採用され、禁忌のマグナの開発を進めていることが明らかとなった。2019年2月、Nintendo Directにおいて、はしもとよしふみが新たに設立したゲーム会社 HAKAMAが 『ルーンファクトリー5』の開発を再び発表した。2020年9月、Nintendo Direct Miniで、発売日は日本国内で2021年春、同年後半に世界中で発売予定であることが発表され、2020年10月に、日本限定で配信されたNintendo Direct Miniで新たな製品情報が公開され、限定版「プレミアムボックス」と、日本での発売日が2021年5月20日となることが明らかになった。
2023年5月26日、マーベラスの最新情報を発信する動画番組 MARVELOUS GAME SHOWCASE にて、シリーズ新作として2作品が発表。ルーンファクトリーシリーズディレクターである前川司郎によると「東の国」を主軸とした「龍の国 ルーンファクトリー」、ナンバリング新作の「ルーンファクトリー6」2作が同時に開発中であることが発表された。

## シリーズ作品
| 2006 | ルーンファクトリー -新牧場物語-        |
| 2007 | ルーンファクトリー外伝 AnotherDay      |
| 2008 | ルーンファクトリー2                    |
| 2008 | ルーンファクトリー フロンティア        |
| 2009 | ルーンファクトリー外伝 smile once more |
| 2009 | ルーンファクトリー3                    |
| 2010 |                                        |
| 2011 | ルーンファクトリー オーシャンズ        |
| 2012 | ルーンファクトリー4                    |
| 2013 |                                        |
| 2014 |                                        |
| 2015 |                                        |
| 2016 |                                        |
| 2017 |                                        |
| 2018 |                                        |
| 2019 | ルーンファクトリー4 スペシャル         |
| 2020 |                                        |
| 2021 | ルーンファクトリー5                    |
| 2022 |                                        |
| 2023 | ルーンファクトリー3スペシャル          |
| 2024 |                                        |
| 2025 | 龍の国 ルーンファクトリー              |

### ナンバリング作品
- ルーンファクトリー -新牧場物語-（DS）2006年8月24日発売
- ルーンファクトリー2（DS）2008年1月3日発売
- ルーンファクトリー3（DS）2009年10月22日発売
  - ルーンファクトリー3 スペシャル（Switch, Steam）2023年3月2日発売
- ルーンファクトリー4（3DS）2012年7月19日発売
  - ルーンファクトリー4 スペシャル（Switch, Steam, PS4, Xbox, Windows）2019年7月25日発売
- ルーンファクトリー5（Switch, Steam）2021年5月20日発売
- ルーンファクトリー6（プラットフォーム未定）時期未定

### 非ナンバリング作品
- ルーンファクトリー外伝 AnotherDay（au, DoCoMo, Softbank）2007年6月22日配信[15]
- ルーンファクトリー フロンティア（Wii）2008年11月27日発売
- ルーンファクトリー外伝 smile once more (au, DoCoMo, Softbank）2009年3月4日, 5月29日配信[16][17]
- ルーンファクトリー オーシャンズ（PS3, Wii）2011年2月24日発売
- 龍の国 ルーンファクトリー（Switch2, Switch, Steam）2025年6月5日発売

### 関連作品
- FREDERICA（Switch, Steam）2023年9月28日発売

## コミカライズ
1作目の予約特典としてプロローグガイド（60ページ）が付属。DNAメディアコミックスによってアンソロジー漫画が2006年11月25日に一迅社によって発売された。森田夏菜、辰巳仁、トナミミナト、五十嵐愛海、浦木えんや、三浦宏美などの漫画家が携わっている。
ルーンファクトリー2の漫画作品として、電撃マオウ、A-STATION、ドラゴンエイジでは、ふぢまるありくいによる漫画「ルーン2」が、デンゲキニンテンドーDSは、舵真秀斗による「ルーンファクトリー2外伝 アルクの大冒険」が、月刊ウィングスでは、川添真理子による漫画「ルーンファクトリー2　星降る森のおこちゃまツインズ♪」が掲載。後者の作品は、スピンオフコミックとして新書館から発売された。 
ルーンファクトリーフロンティアの漫画作品として、月刊コミックブンブンにて田伊りょうきによる「ルーンファクトリー フロンティア　空と大地の冒険王」と、電撃ニンテンドーDSにて舵真秀斗による「ルーンファクトリーフロンティア外伝 ジーノのフロンティアの道 」が掲載された。 
2010年6月30日にエンターブレインからシリーズ初の画集である「ルーンファクトリー オフィシャルメモワール」が発売。 
ルーンファクトリー3、4、5の各作品の発売に合わせ、ニンテンドードリーム（ニンドリ）で川添真理子による漫画が連載。2019年3月20日に発売された2019年5月号にて、過去に連載していた5作品が収録した特別付録コミックが付属した。掲載されていたルーンファクトリー5の漫画は、後に2022年9月9日にてルーンファクトリー公式ブログで公開された。
電撃マオウの2012年4月〜8月号 にて、季月えりかによるルーンファクトリー4の漫画が連載され、後にスピンオフコミックとして電撃コミックスEXから発売された。
ルーンファクトリー4 Best Collectionの発売に合わせてニンドリ2017年10月号から2018年5月号にかけて、田伊りょうきによる「ルーンファクトリー4 + ダブルエース」が掲載された。
2024年9月20日から、ルーンファクトリー公式Xにて漫画家 さりい.B による「モコモコびより（モコび）」が連載開始。

## 評価
ルーンファクトリーシリーズは高い評価を受けており、英語圏のパブリッシャーであるXseed Gamesは、2020年に最も売れたゲームとしてこのシリーズを挙げた。
『ルーンファクトリー -新牧場物語-』は、IGNのマーク・ボゾンから8.4の評価を受けた。絵柄が「素晴らしい」と述べ、これが「待望の牧場物語」だとコメントした。Nintendo Powerから7/10、X-Playから4/5の評価を受けた。
IGNは『ルーンファクトリー2』を8.4/10と評価し、オリジナル作品との類似性を指摘した。
『ルーンファクトリー5』は、日本におけるSwitchのデジタル販売ランキングで初登場1位を記録した。
| タイトル名                      | 販売数  | ファミ通 | Metacritic |
| ------------------------------- | ------- | -------- | ---------- |
| ルーンファクトリー -新牧場物語- | 110,828 | 33/40    | 78         |
| ルーンファクトリー2             | 117,572 |          | 77         |
| ルーンファクトリー フロンティア |         | 29/40    | 79         |
| ルーンファクトリー3             | 94,567  | 33/40    | 77         |
| ルーンファクトリー オーシャンズ | 86,653  | 31/40    | 55         |
| ルーンファクトリー4             | 453,567 | 34/40    | 78         |
| ルーンファクトリー4 スペシャル  | 185,432 |          | 83         |
| ルーンファクトリー5             | 500,000 |          | 74         |
| 龍の国 ルーンファクトリー       | 500,000 |          | 81         |